# ساشا رویز
ساشا رویز (به انگلیسی: Sasha Roiz) (زاده ۲۱ اکتبر ۱۹۷۳) بازیگر کانادایی-اسرائیلی است.
از فیلم‌های معروف او می‌توان به بازی در ۱۶ بلوک و روز پس از فردا اشاره کرد.
ساشا رویز با بازی در سریال گریم مشهور شد.